# Château-Voué
Château-Voué är en kommun i departementet Moselle i regionen Grand Est (tidigare regionen Lorraine) i nordöstra Frankrike. Kommunen ligger i kantonen Château-Salins som tillhör arrondissementet Château-Salins. År 2022 hade Château-Voué 106 invånare.

## Befolkningsutveckling
Antalet invånare i kommunen Château-Voué
| Referens: INSEE |